# Quiabentia zehntneri
Quiabentia zehntneri là một loài thực vật có hoa trong họ Cactaceae. Loài này được (Britton & Rose) Britton & Rose miêu tả khoa học đầu tiên năm 1923.